# Clausilia
Genre

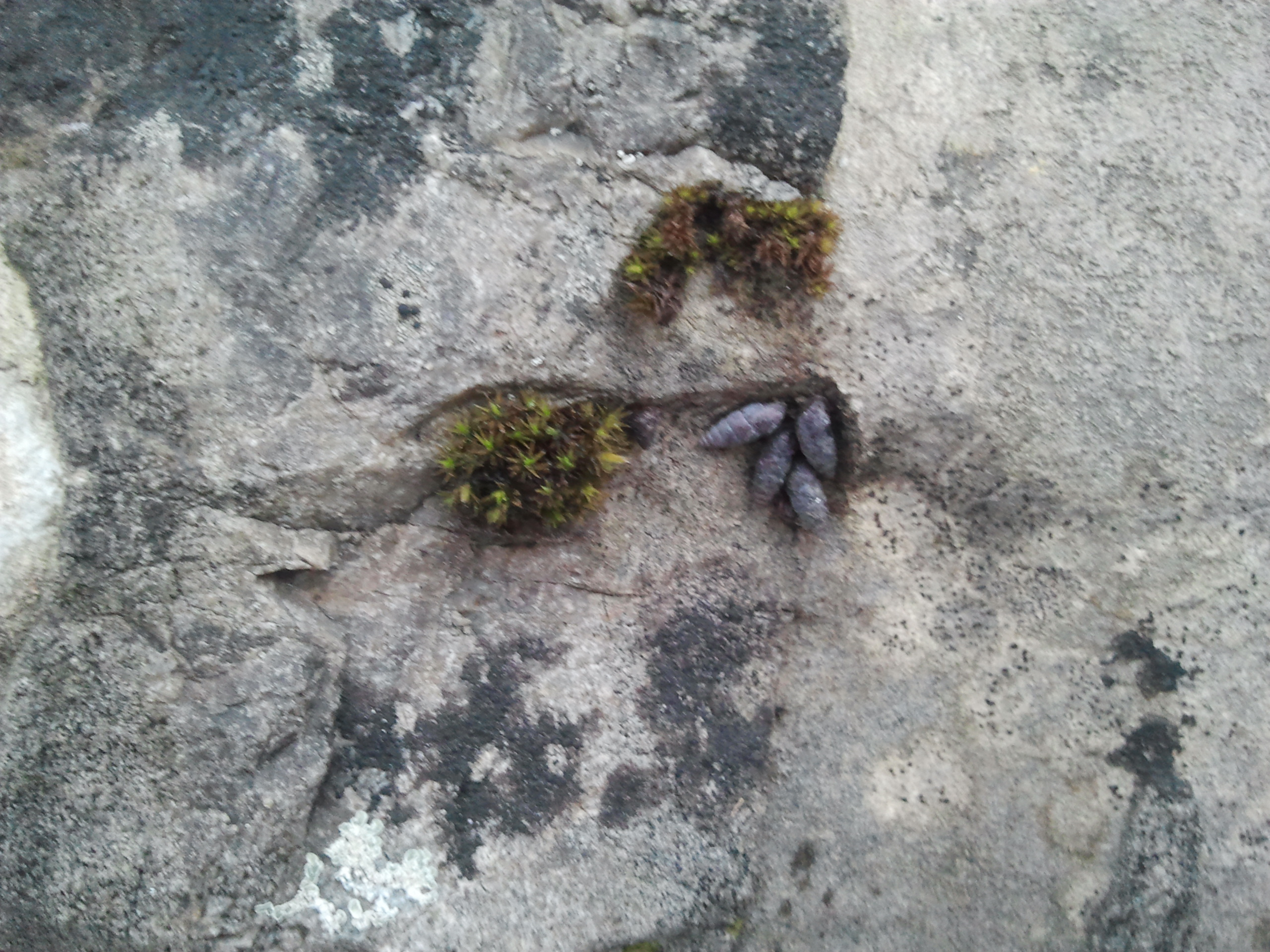
Clausilies sur un mur de pierres

Le genre  Clausilia  (les clausilies en français) regroupe des mollusques gastéropodes de la famille des Clausiliidae.

## Historique et dénomination
Le genre  Clausilia  a été décrit par la malacologue français Jacques Philippe Raymond Draparnaud en 1805.

## Taxinomie
Liste des sous-genres
- Clausilia (Clausilia)
- Clausilia (Strobeliella)

Liste des espèces
- Clausilia bidentata (Strøm, 1765)
- Clausilia cruciata (Studer, 1820)
- Clausilia dubia Draparnaud, 1805
- Clausilia pumila Pfeiffer, 1828
- Clausilia rugosa (Draparnaud, 1801)
- Clausilia whateliana Charpentier, 1850

Noms en synonymie
- Clausilia elegans Pfr., 1839 = Cylindrella elegans (Pfr., 1839) Pfr., 1840
- Clausilia elegans Cantraine, 1835 = Agathylla lamellosa (J.A. Wagner, 1829)
- Clausilia elegans Bielz, 1852 = Alopia glorifica elegantissima Nordsieck, 1977
- Clausilia glorifica Charpentier, 1852 = Alopia (Alopia) glorifica (Charpentier, 1852)
- Clausilia labiosa J.A. Wagner, 1829 = Agathylla lamellosa (J.A. Wagner, 1829)
- Clausilia lamellosa J.A. Wagner, 1829 = Agathylla lamellosa (J.A. Wagner, 1829)
- Clausilia sulcosa Rossmassler, 1835 = Agathylla lamellosa (J.A. Wagner, 1829)